# ミラクルボール
『ミラクルボール』は、ながとしやすなりによる日本の野球漫画。『月刊コロコロコミック』（小学館）にて、2004年12月号から2009年3月号まで連載された。コミックス（単行本）は全12巻。
野球少年の宮本不滅が奇跡を起こし、成長してプロ野球選手になるまでを描いた物語。
『コロコロコミック』連載作品にしてはシリアス寄りで暗い展開が多く、ギャグ要素は特別編を除いてほんの少ししかない。険悪な人間関係の描写も多く、最終章の地区大会編もバッドエンド同然であった。
本作は『コロコロコミック』の紹介CMで、不滅がバックスクリーンに当てるCMが公開されているが、キャストに関しては明らかにされていない。

## あらすじ
佐々木球次郎はプロ野球選手になりたいと決意していたが、クラスメイトから毎日馬鹿にされ、いじめられていた。ある日、宮本不滅が武蔵丸第三中の野球部に入部する。野球部員たちはしだいに上達し、チームワークを強めて心をひとつにしていく。

### 校内大会編
廃部を避けるべく地区大会に出るため、校内大会優勝を目指す。

### プロ入団テスト編
不滅たちは地区大会の前に「ビッグ野球（ベースボール）アイス」で運よく当たりを出し、プロ入団テストを受けることになる。合格すればプロ野球チームに行くことができるが、失格になればアイスクリーム工場で一生ただ働きとなる。参加者は26人。
1次テストは、3m離れたところでボールが的に当たれば合格。1球勝負で、プレッシャーに耐えられるかどうかのテストである。
2次テストは、ペアを組み500回キャッチボール。1球のミスも許されず、1人が失敗したらもう1人も連帯責任として失格。
3次テストは、投手と打者に別れ1対1の勝負。投手側は三振を奪い、打者側はホームランを打てば勝利。三振もホームランもない場合は2人とも失格。3回打てるチャンスがある打者側が有利。場合によっては一度に2人リタイアするらしい。
そして最終テストは、主催者の権藤株造みずからが投手として投げ、ホームランを打てば合格となる。

### 地区大会編
地区大会に優勝しないと廃部だと校長に宣告された野球部は、存続のために地区大会優勝を目指す。

## 登場人物
登場人物は野球選手の名前から、学校名は力士の名前からとっている。

### 武蔵丸第三中学校

#### 野球部
宮本 不滅（みやもと ふめつ）
本作の主人公。天才野球少年で、野球部ナインのエースとなる。守備位置はピッチャー。打順は構内大会は3番、地区大会は4番（準決勝は3番）。1年生。
一人称は「オレ」。さばけてまっすぐな熱血漢。口癖は「絶対（ぜって）ぇ○○」。負けているとき、絶体絶命のピンチに本領を発揮。逆境でもその状況を楽しむ強靭な心を持ち、野球部の仲間を鼓舞する場面も多い。調子が狂ったときには、球次郎に活を入れられることもある。
美形で目つきは鋭く、髪の色は緑。鼻に絆創膏を貼っている。穴の空いたキャップを鍔が左側にかかるように被り、左側の一部だけその穴から毛束を出してハーフアップのようにしており、就寝時にも外すことはない。
幼いころに交通事故で両親を亡くし、何もできなかった不滅だが、野球にだけは興味があった。これを見た祖父の茂雄が不滅に野球を教える。
茂雄が大量に作った「にっこりボール」というトレーニングボールをたくさん持っており、リュックの中はそれでいっぱい。第3話までは茂雄と二人暮らしだったが、茂雄が亡くなり、第4話からは球次郎の家に居候することになる。試合中に茂雄が亡くなったことを知ったとたんに調子を崩すが、にっこりボールを思い出してようやく調子を取り戻す。
遠投の距離は約100メートル。ノックで軽々と飛距離のあるホームランを打つほどのパワーをもつ。
誰にも打つことのできない超魔球を投げることができ、祖父である茂雄が天国で神様に、「誰にも打てないすごい球を投げられるように」と頼んだことによって、少し寝ると1日1球だけ投げられる「不滅ボール」まで使えるようになる。しかしこの方法を1日に2度も使ったことによって、死亡して天国に行く。天馬が誰にも内緒で神様に不滅を生き返らせるように願ったことによって、ふたたび野球部で活躍する。そのときに神様から、「不滅ボール」は寝て起きれば何度でも使える体質にしてもらったため、死なずに済み、天使の輪が描かれているにっこりボールを受け取る。
少し抜けたところがあり、全国大会に何度も出ている「武蔵丸第一中」と間違えて「武蔵丸第三中」に転入し、一度三中を抜けようとして球次郎に肉まんを与えることを条件に、川上校長が封鎖しようとした野球部のロックを破壊する。夢の中では、寝ぼけて球次郎をボールと間違えてぶん投げる。
茂雄と因縁のある川上校長には目の敵にされ、地区大会で優勝しなければ野球部は廃部になるという条件を突きつけられる。しかし準優勝になったため、不滅が転校したら野球部ナインを存続させることが条件となり、不滅は転校して離れる。最終話になり、数年後の2015年に大阪ジャガーズに入団し、プロのマウンドで東京エレファンツの球次郎と再会して勝負する。
血液型はO型、星座は獅子座。好きな科目は体育で、嫌いな科目は数学。好物は肉まん（特に山本ストアー）で、劇中ではところ構わず食るほど。趣味は寝ること。よく見るテレビ番組は「プロ野球中継」、「トリビアの泉」。好きな言葉は「あきらめない」。将来の夢は「プロ野球選手」
「ミラクルボール オールスター 人気コンテスト」では1位獲得。
「ミラクルボール 2006完全（パーフェクト）選手名鑑」でも、1位を獲得する。
佐々木 球次郎（ささき きゅうじろう）
本作の準主人公であり、物語の語り手。1年生。勉強もスポーツも苦手な少年。どんぐり眼で、丸い眼鏡をかけている。気弱で泣き虫であり、ことあるごとに泣く。一人称は「ボク」で、同級生に対しても敬語で話す。野球が好きで野球部ナインに入部した。
以前の守備位置はライト。2年D組戦で猛に代わり正捕手となる。キャッチャーミットを使わず、父親からもらったグローブでボールを捕る。
初めての野球ではヒットやホームランがまったく打てなかったが、校内大会前の練習で不滅に鼓舞されて、初めてヒットを打つことに成功する。
後述する松木選手、飛鳥の父親である沢村隼人選手のファン。
人一倍の努力家で、第36話では一晩の徹夜で勝者の会攻略のためのマニュアル本、「マル秘メモ」を作り出す。地区大会編の練習では不滅、荒木に次ぐホームランを放っているほどにまで成長する。不滅や野球部全体の調子が狂ったときには、活を入れることもある。ひろみの入浴時を見て照れる面もある。あかねに思いを寄せているが、第1話以外には恋愛に関する場面がいっさいない。
血液型はA型、星座は魚座。好きな科目はなく、すべての科目が嫌い。好物はハンバーグ。よく見るテレビ番組は「プロ野球中継」、「アニメ全般」。趣味はフィギュア集め。好きな言葉は「友情」。将来の夢は不滅同様「プロ野球選手」
「ミラクルボール オールスター 人気コンテスト」では、4位。
「ミラクルボール 2006完全（パーフェクト）選手名鑑」でも、4位。
名前の元ネタは横浜ベイスターズ(現 DeNAベイスターズ)やシアトルマリナーズで　日米通算381セーブを記録し、「大魔神」の異名を取った佐々木主浩。
荒木 竜太（あらき りゅうた）
武蔵丸三中の不良番長。2年生。気が強く、整った顔立ちで、逆立てた金髪で左耳にピアスを2つ着用している。一人称は「オレ」。
野球部ナインのキャプテン。守備位置はショート。打順は4番だが、地区大会からは3番（準決勝は4番）になる。
2005年6月号の付録「野球人生ミラクルゲーム」（第8巻172頁にはそのイラスト）では、セミロングの赤毛を黄色のリボンでポニーテールにした女子から、ラブレターをもらう場面がある。
第1・2話では右京、猛とともに球次郎をいじめる。胸ぐらを掴んで暴言を吐くこともある。右京・猛によると、毎年くじ運が悪く｢凶｣が出るといい、くじ引きを否定して避ける場面がある。
小学5年生のときは有名な野球少年であり、地元の少年野球チームに所属。しかし、チームを強くしようと厳しい練習をチームメイトにやらせた結果反感を買い、チームメイトたちに雇われた飛鳥の手によりチームを追い出された。そのことでやけになって不良になり、猛や右京とつるむようになる。父親には野球をするのを反対されている。
血液型はA型、星座は射手座。好きな科目は数学で、嫌いな科目は歴史（過去を振り返りたくないことから）。好物はチーズバーガー。趣味はアクセサリー集め。よく見るテレビ番組は「ガキの使いやあらへんで」。嫌いな言葉は「萌え」。将来の夢は「F1レーサー」。
「ミラクルボール オールスター 人気コンテスト」では、2位。
「ミラクルボール 2006完全（パーフェクト）選手名鑑」では、3位。
名前の元ネタはヤクルトスワローズで活躍した荒木大輔と思われる。
福本 右京（ふくもと うきょう）
不良グループの一員。2年生。体は小さく、鋭いつり目、河童のような口元で艶のない髪。一人称は「オレ」。双子の弟に左京（後述）がいるが、正反対の部分がある。打順は1番または2番。
とても口うるさいが、仲間思いな面もある。守備位置はライト（以前はファースト。その前は外野手）。
左京と同じく、血液型はB型、星座は山羊座、好物はエビフライ。好きな科目は陸上で、嫌いな科目は国語（特に漢字）。よく見るテレビ番組は「ロンドンハーツ」。趣味はゲーセン通い。好きな言葉は「ちょい不良（ワル）」。将来の夢は｢竜太と同じ仕事につく事（竜太を尊敬しているため）｣。
「ミラクルボール オールスター 人気コンテスト」では、14位。
「ミラクルボール 2006完全（パーフェクト）選手名鑑」では、ランク外。
名前の元ネタはシーズン記録1位106盗塁、世界2位である通算1065盗塁を記録した福本豊。
北別府 猛（きたべっぷ たけし）
不良グループの一員。2年生。竜太・右京の3人の中では一番無口。恰幅のよい大柄でたらこ唇。艶の無い縮れた髪。一人称は「オレ」。
守備位置はファースト（以前はキャッチャー兼ファースト。その後はファーストで左利き）。パワーはプロ野球選手なみの力持ち。
猛とはまったく似ていない容姿で、体の不自由な妹「みさき」がおり、妹思いな一面もある。球次郎によると、両親は有名な考古学者で、年中世界の発掘現場を飛び回っておりほとんど家にいないため、人一倍妹思いになったという。
血液型はO型。星座は牡牛座。好物は肉。好きな科目は技術で、嫌いな科目は音楽。よく見るテレビ番組は「新どっちな料理ショー」。趣味はガーデニング。好きな言葉は「明日は明日の風が吹く」。将来の夢は「コック」。
「ミラクルボール オールスター 人気コンテスト」では、7位。
「ミラクルボール 2006完全（パーフェクト）選手名鑑」では、17位。
名前の元ネタは広島カープで「精密機械」の異名を取った北別府学。
田淵 忍（たぶち しのぶ）
2年生。忍者の子孫で足が速く、忍法を使ったプレイを見せる。頭巾を被っていて、髪型は明らかになっていない。守備位置はサード。一人称は「拙者」で、「 - でござる」が口癖。野球部ナインでは地味であまり目立たない。打順は1番または2番。
第25話では、町内パトロールに参加する。プロの入団テストでは、潜入して蜘蛛のように天井に張り付きながら、様子を見る。
第27話では落合乱に見破られ、わざと打球を命中されたことによって、「クモの糸」が落ちて中畑佐助にかかる。第28話では参加者を救助させるため、天井から降りて「忍法ムササビアタッーック!!」で権藤株造姿の梅坂選手に体当たりをする。
血液型はA型。星座は天秤座。好きな科目は歴史で、嫌いな科目は音楽。好物はシャケの西京焼き。よく見るテレビ番組は「水戸黄門」、「笑点」。趣味は盆栽。好きな言葉は「忍耐」。将来の夢は「世界忍者トーナメントで優勝する事」。
「ミラクルボール オールスター 人気コンテスト」では、10位。
「ミラクルボール 2006完全（パーフェクト）選手名鑑では、11位。
名前の元ネタは阪神タイガースや西武ライオンズで活躍した田淵幸一。
稲尾 幽介（いなお ゆうすけ）
1年生。両親はロボット広岡研究所の研究家だったが、幼いころに爆死し、研究中のロボットである栗男だけが残った。それ以来相棒になり、何をするにも一緒だった。一人称は「ボク」。内向的な性格。肌が青白く、痩せ細った顔つき。ほかの8人よりユニフォームが古く、白を基調とし、「武」の文字が入っている。
じつは20年前に自身も事故に巻き込まれて死んでいたのだが「野球を続けたい」という理由で現世に残っていた。その後、天使の天馬によって栗男と融合し、稲尾栗男となる。
守備位置はセンター。
血液はAB型。星座は山羊座。好きな科目は理科で、嫌いな科目は体育。趣味はプラモデル作り。好物は天麩羅蕎麦。よく見るテレビ番組は「世にも奇妙な物語」。好きな言葉は「仲間」。将来の夢は「栗男と一緒にずっと野球をする事」。
「ミラクルボール オールスター 人気コンテスト」では、13位。
名前の元ネタは西鉄ライオンズ(現 西武ライオンズ)で「鉄腕」の異名を取った稲尾和久。
広岡 栗男（ひろおか クリオ）
1年生。幽介と一緒に住むロボット。顔は灰色で表情をいっさい動かさない。塁の死球で肩を破壊されるが、ピンチの場面でみずから復活してボールを取り、喋れるようになる。じつは栗男は喋れるように開発されたが、事故で喋ることができなくなったため、助手がリモコン操作で動かせるように開発しなおす。第6話では笑い、第10・11話では気を張り、第12話では涙を見せる。
その後、第12話で天使の天馬によって幽介と融合し、稲尾栗男となる。
守備位置はレフト。
血液型は不明。星座は双子座（製造月）。好きな科目は数学で、嫌いな科目は美術。電気が好物。よく見るテレビ番組は「ドラえもん」、「鉄腕アトム」。趣味は充電。好きな言葉は｢電気を大切に｣。将来の夢は「幽介とずっと一緒にいる事」。
「ミラクルボール オールスター 人気コンテスト」では、5位。
名前の元ネタは読売ジャイアンツで活躍した広岡達郎。
稲尾 栗男（いなお クリオ）
1年生。第12話で稲尾幽介と広岡栗男が、天使である天馬の能力によって融合した姿。このことは、幽介・栗男・天馬以外には誰にも知られていない。皆の記憶のなかでは、天馬と融合した栗男が最初からこの野球部ナインにいたことになっている。そのため、天馬が天使であることや幽介とロボットの栗男がいたことの記憶は消されている。栗型の頭が特徴。天馬同様に無邪気で素直な性格。一人称は「ぼく」。
ロボットだった広岡栗男の影響で状況判断や瞬時の分析力に長けており、3年B組戦では飛鳥の投げ込む球種のパターンや守備位置の特徴を見抜く。しかし、融合前と同じくバッティングは苦手のようである。打順は7番で、守備位置はセンター。融合する際に天馬のミスで左手が若干長くなる。
球次郎同様、同級生に対しても敬語で話す。
血液型はAB型。星座は蟹座。好きな科目は数学と理科で、嫌いな科目は美術と音楽。栗ごはんが好物。よく見るテレビ番組は「奇跡体験アンビリバボー」、「大改造ビフォーアフター」。趣味は「壊れた電化製品を直す事」。好きな言葉は「二人三脚」。将来の夢は「ロボット工学の科学者」。
「ミラクルボール 2006完全（パーフェクト）選手名鑑」では、13位。
星野 天馬（ほしの てんま）
天使。1年生。第12話で、死んでいる稲尾幽介を天国へ連れて行こうとするが、稲尾幽介と広岡栗男を融合したために、天使が勝手に生命を創り出すことを禁じた天界の法律を破ったとして天使の力を没収され、野球部の一員となる。天馬が天使であることについての記憶は、幽介とロボットの栗男がいたことの記憶と同じく消される。
名前は、不滅に名前を聞かれたときに偶然目についた「星野ビル」と「天馬（ペガサス）運送」の看板に由来する。守備位置はレフト。左投左打（飛鳥のときは右打）。
栗男同様に無邪気で素直な性格。球次郎と稲尾栗男同様、同級生に対しても敬語で話すが、稲尾栗男にのみ敬語は使わない。一人称は「ぼく」。
人間になっても、背中の羽の有無以外の姿は同じ。また、いつも連れているイタチの「ラッキー」は、天馬が天使のころは頭上の輪の仮の姿である。天使の力の名残らしく、天界と交信することは不可能ではないようである。天使としての番号は5653号で、これは語呂合わせで「コロコミ」となる。人間になってからは、神様と通信していることを誰にも明かさず、内緒にする。
いつも首にかけているヘッドホンは、天国との通信機能のほか、音楽再生機能もある。天使のときは天国と無線で通信する。
髪の色は初期は青だが、のちに紫に変更。
血液型はA型。星座は射手座。好きな科目は音楽で、嫌いな科目は理科。趣味は音楽鑑賞。好物は甘口のカレーライス。よく見るテレビ番組は「轟轟戦隊ボウケンジャー」。好きな言葉は「ないしょ話」。将来の夢は「もう一度天使の力を取り戻す事」。
「ミラクルボール オールスター 人気コンテスト」では、9位。
「ミラクルボール 2006完全（パーフェクト）選手名鑑」では、6位。
名前の元ネタは中日ドラゴンズで活躍し「燃える男」「闘将」などの異名を取った星野仙一。
新浦 ひろみ（にうら ひろみ）
1年生。野球部の紅一点でアイドル的存在。つねに携帯電話を手放さない、明るくて今時の美少女。一人称は「わたし」、「あたし」。髪の色はピンクで、第1・2話までは少し乱れているが、第3話から巻き毛になる。その可愛さゆえにしばしば見とれられる。
運動神経は野球部1番で、塁の剛速球を二塁打にするほど。右利きだが、第7話までは左利きの方がかっこいいからという理由でずっと野球は左でやっていた。守備位置はセカンド。
第22話からのプロの入団テストでは、「佐藤」と名乗りながら、男装して参加する。しかし、第26話で右京から電話がかかって、それを乱に目撃されて帽子を取られたため、正体が露見する。
血液型はB型。星座は蠍座。好きな科目は音楽と理科で、嫌いな科目は数学と英語。好物はイタリアン。よく見るテレビ番組は「あいのり」、「恋するハニカミ!!」。趣味はケータイ集め。好きな言葉は「トリートメント」。将来の夢は「可愛いお嫁さんになる事」。
「ミラクルボール オールスター 人気コンテスト」では、8位。
「ミラクルボール 2006完全（パーフェクト）選手名鑑」では、10位。
名前の元ネタは読売ジャイアンツや大洋ホエールズ(現 DeNAベイスターズ)などで活躍した新浦壽夫と思われる。

#### その他の生徒
水原 あかね（みずはら あかね）
1年生。三中野球部のマネージャーでいつも応援している。明るくて優しい学校のマドンナ的存在。
第1話だけ球次郎に思いを寄せられている様子があるが、それからは恋愛的な場面はいっさい描かれていない。第4話だけ、不滅のことを「カッコイイ」と述べるが、恋愛的な場面かは不明。髪の色は2005年10月号では茶色、2006年10月号では青で、スタイルがよく変わる。
血液型はA型。星座は水瓶座。好きな科目は国語（古典）と美術で、嫌いな科目は理科と社会。よく見るテレビ番組は「名探偵コナン」、「花より団子」。好物はチョコレートケーキ、スパゲティ、カルボナーラ。趣味は読書（ハリー・ポッターは全部読んでる）。好きな言葉は「一生懸命」。将来の夢は「女子アナ（プロ野球のニュースの司会）」。
「ミラクルボール オールスター 人気コンテスト」では、17位。
「ミラクルボール 2006完全（パーフェクト）選手名鑑」では、ランク外。
野村 栄子（のむら えいこ）
1年生。あかねの友達。球次郎や野球部ナインを侮っているが、不滅の実力だけは認める。長身でつり目。淡いピンク色のミディアムヘア。
血液型はA型。星座は蠍座。好きな科目は数学（レジのアルバイトをしていたため、暗算が得意）で、嫌いな科目は英語。よく見るテレビ番組は「ルーキーズ」。ストロベリーやチョコレートのクレープが好き。趣味はお喋り（悪口や陰口が大好き）。好きな言葉は「イケメン」。将来の夢は「セレブと結婚すること」。
「ミラクルボール 2006完全（パーフェクト）選手名鑑」では、ランク外。
岡田美依（おかだ みい）
1年生。あかねと栄子の友達。栄子とともに球次郎や野球部ナインを侮っているが、不滅の実力だけは認める。小柄でそばかすが特徴。焦げ茶色のセミロングヘアを3つに結わえている。
血液型はB型。星座は天秤座。好きな科目は歴史（幕末）で、嫌いな科目は体育。よく見るテレビ番組は「大河ドラマ（DVDで古いのも見る）」。好物は硬い煎餅。趣味は寺巡り。好きな言葉は「温故知新」。将来の夢は「歴史の先生」。
「ミラクルボール 2006完全（パーフェクト）選手名鑑」では、ランク外。

#### 2年D組
江夏塁が率いる校内大会2回戦の相手チーム。
江夏 塁（えなつ るい）
不滅のライバルでピッチャー。2年生。美形で髪型は真ん中の一部だけ角のように尖らせた、オールバックのロングヘア。髪の色は青紫。マントの付いた服を着ている。三中のPTA会長および江夏コンツェルンの会長江夏連三郎の息子で、大金持ち。一人称は「僕」。
7年前、塁が小学1年生のころ、6才の不滅に野球の試合で負け、再び戦おうとするも不滅は引っ越していた。そのため連三郎の跡を継げなかったのは不滅のせいだと逆恨みしていた。校内大会で不滅と再会するも、不滅の好物である肉まんや、球次郎をつまずかせながらグローブを川に捨てるといった嫌がらせをする。試合では不滅に対し、ガムを使って不正投球を行い、連三郎に胸ぐらを掴まれながら叱られる。そのため、跡継ぎが完全にできなくなるが、その後は不滅にホームランを打たれて改心する。野球への情熱を取り戻し、本気の試合を挑む。それからは紳士的で優しい性格になる。
入団テスト編にも「鈴木」という名前でお面で姿を隠して登場し、1次、2次テストを余裕でクリアしたうえにプロの梅坂選手とも張り合う実力を見せる。
投球フォームはアンダースロー。球種はストレート、高速スライダー、バッターボックス寸前で浮き上がる魔球（投げる寸前にマウンドに吐き捨てたガムをボールにつけて投げた不正投球）。2年D組の5番バッター。
血液型はA型。星座は乙女座。全教科が好きで、運動も学業成績も優秀。好物は牛フィレ肉のグラチネ、プロヴァンス風オレンジソース。よく見るテレビ番組は「株式ワイド」、「クロージングベル」。好きな言葉は「トップ」。趣味は乗馬。将来の夢は「連三郎のような大人物になる事」。
「ミラクルボール オールスター 人気コンテスト」では、3位。
「ミラクルボール 2006完全（パーフェクト）選手名鑑」では、9位。
名前の元ネタは阪神タイガース　南海ホークス(現 ソフトバンクホークス)　広島東洋カープ　日本ハムファイターズで活躍し、日本記録であるシーズン401奪三振を達成した江夏豊。
辻（つじ）
キャッチャー。2年生。ファウルボールにベンチに激突してでも飛びつくほどのガッツがある。
「ミラクルボール オールスター 人気コンテスト」では、19位。
名前の元ネタは西武ライオンズなどで活躍した辻発彦。
東尾（ひがしお）
4番バッター。2年生。丸刈りで腕が長く長身。背番号は8でポジションはセンター。
「ミラクルボール オールスター 人気コンテスト」では、18位。
名前の元ネタは西武ライオンズで活躍した東尾修。

#### 生徒の関係者
川上 克也（かわかみ かつや）
武蔵丸三中の校長。茶色い髪で鼻の下にひげを生やしている。一人称は「わたし」、中学時代は「オレ」だった。野球部ナインを「クズ」扱いし、費用の無駄・学校の恥という理由で廃部にしようと企む。学校内では威張り散らしているが、連三郎には頭が上がらない。
勝者の会に依頼した張本人で、帽子とマフラー、眼鏡をつけた男の正体でもある。その姿で、不滅に茂雄の友人だと装い、彼から預かったという、不滅の両親の事故の秘密を教えてくれる人がいるという内容の偽の便りを渡す。プロの入団テストでは、山本ストアーの冷凍庫の中に、｢東京ゼブラスターズ特別入団テスト開催｣の案内付きで30円のビッグ野球ベースボールアイス!!を投入し、元木に不滅を倒すように命令する。
中学時代は自身も野球部で実力は高かったが、キャプテンだった茂雄に雑用ばかりさせられたのがきっかけで退部し、母に茂雄が入って来ないように頼みつつ猛勉強をして教師となり、野球部を憎むようになった。特に、孫である不滅を目の敵にして妨害を繰り出し、最終話では、地区大会で準優勝になった野球部ナインを存続させる代わりに不滅を転校させる。しかし、雑用をさせられたのはチームワークに欠けることへの配慮だったらしく、過去の日誌を読んだ際に真意を知り後悔する。
血液型はA型。星座は魚座。全科目が好きで、嫌いな科目がない（あったら校長にはなれないため）。好物は三ツ星店に通っている鰻丼。フランス映画をよく見る。趣味は映画DVD収集で、1万以上持っている。好きな言葉は「虎視眈眈」。将来の夢は「理事になり、全国に自分の学校を作る」。
「ミラクルボール オールスター 人気コンテスト」では、21位。
「ミラクルボール 2006完全（パーフェクト）選手名鑑」では、ランク外。
宮本 茂雄（みやもと しげお）
不滅の祖父。幼いころの不滅に野球を教える。心臓発作により第3話で他界。それから天国に行っても、不滅のことを見守りつづける。鼻の下に白いひげを生やしている。一人称は「わし」、中学時代は「オレ」だった。
第51話・最終話の回想では中学時代は野球部でキャプテンを務めており、当時同じ野球部に在籍していた川上克也の実力を認めていたが、チームワークの大切さに気づいてもらうために雑用をさせていた。退部後も心配して川上の家を訪れていたが親に会わせてもらえず、後悔しながらも諦めず何度も通い詰める。
血液型はO型。星座は天秤座。好きな科目は工作（犬小屋作りが得意）で、嫌いな科目は英語。好物は肉まん。よく見るテレビ番組は「プロ野球」、「水戸黄門」。趣味は将棋で、その実力は神様より強い。好きな言葉は「不滅」。将来の夢は「いつか生き返ってもう一度、不滅とキャッチボールをする事」。
「ミラクルボール オールスター 人気コンテスト」では、12位。
「ミラクルボール 2006完全（パーフェクト）選手名鑑」では、14位。
江夏 連三郎（えなつ れんざぶろう）
50歳。塁の父親。黄色の袖なし羽織と、灰色がかった青い着物を着ている。髪の色は紫で、前髪だけ逆立っていて、残りの毛束は後ろで結わえている。顎ひげを生やしている。経済界を束ねる江夏コンツェルンの会長でもあり、三中のPTA会長も務めている。高価な車を持っていて、つねに椅子とマットを敷いている。一人称は「私」。
「トップに立つ人間は常に勝ち続けろ」という方針で塁を育て、不正は許さない。塁には厳しく接しているが、それは塁を自分の後継者として一人前にするためであり、深い愛情を抱いている。第9話では、ガムを使って不正投球をした塁に胸ぐらを掴みながら叱る。頑固者だが大物らしく大胆な性格で、不滅とは気が合う。実は勝者の会のオーナーでもあり、東京ゼブラスターズの梅坂大輔とは知人でもあった。
血液型はA型。星座は蠍座。好きな偉人は織田信長、ナポレオン。好きな車は「ロールスロイス（英国車）」。好物は松阪牛と大間のマグロ。テレビは見ないが、毎朝新聞5紙を読んでいる。趣味は世界中のワイン集めで、地下室に1万本のコレクションになるほど。好きな言葉は「質実剛健」。将来の夢は「日本の経済力を世界のトップに導く事」。
「ミラクルボール オールスター 人気コンテスト」では、15位。
「ミラクルボール 2006完全（パーフェクト）選手名鑑」では、ランク外。
牧野（まきの）
江夏家に仕える執事。男性。塁をいつも心配している。
「ミラクルボール オールスター 人気コンテスト」では、20位。
鹿取（かとり）
竜太が所属していた地元小学生野球チームのサード。小学校チームの代表的存在。部員の小遣いを集めて飛鳥に依頼し、竜太を退団に追い込む。たらこ唇。第16話にのみ登場。

### 勝者の会
第13話から登場する雇われエリート集団。学校は不明。他のスポーツも勉強も得意で数々の学校を優勝に導き、偏差値も上げている。野球部を潰すためにやってくる。エリートだけに馴れ合わない孤高の集団と思われているが、静一以外は仲間との友情がある。じつは連三郎が勝者の会のオーナーである。
沢村 飛鳥（さわむら あすか）
2年生。勝者の会のリーダーと思われるが、じつは仮のリーダー。のちに勝者の会のリーダーとなる。ポジションはピッチャー。
超一流のストレート、カーブ、シュートを操り、バッティングも秀逸という万能選手。左投左打。
竜太とは因縁関係にある。努力を認めないが、じつは不滅と同じ努力の天才である。赤い髪に緑色の目を持つ美男子。一人称は「ボク」、「オレ」。
第18話の回想場面では小学1年生のとき、努力しても結果を出せない父・隼人のことで、いじめられていた。そんな隼人のようになりたくないため、人知れず努力を重ねて生まれつきの「完全な天才」と呼ばれるようになった。第20・21話では隼人に慰められ、一時的には穏やかな顔つきになる。第34話からはまた、少しプライドが高いところが現れる。
第17話で、校内大会の時に不滅が投げたボールを素手で受け取ったことによって、左腕を怪我する。地区大会になってもその怪我は治らなかったが、勝者の会を解散させないためにも、最後まで力を振り絞って勝負に挑む。しかし、野球部ナインに敗北する。それからは、オーナーである連三郎に病院を紹介されて左京に付き添われながら、不滅に応援されて涙を流して去る。地区大会終盤あたりから穏やかになる。
2006年3月号の付録、第4巻 爆笑特別編では、不滅と肉まんで勝負するギャグ場面がある。
血液型はA型、星座は蠍座。全科目が好き（特に体育）。校長先生の話に興味がわかないため、朝礼が嫌い。好物はパスタとピザ。よく見るテレビ番組は「CNN ニュース」、「世界遺産」。趣味は読書。好きな言葉は「天才」。将来の夢は「ノーベル賞を取る事」。
「ミラクルボール 2006完全（パーフェクト）選手名鑑」では、2位。
名前の元ネタは日本プロ野球黎明期に伝説的な活躍を見せたと言われる投手　沢村栄治。
森 静一（もり せいいち）
勝者の会のセカンド。肩が強く、ピッチャーとしてマウンドに上がると非常に速い剛速球を投げる。右投右打。
眼鏡を掛けており、裸眼は明らかになっていない。一人称は「ボク」。無口だが、不滅たちに天才であるがゆえの悲しさを伝える。実は会の真のリーダーで会長。リーダーだけあって実力も別格。他のメンバーとは違い、仲間に対する特別な感情は持ち合わせておらず、あくどく冷徹な性格。
グローブを覗き込んで打つ、満に正体を隠してもらうなどあらゆる手で勝とうとするも、非常にプライドが高いことが仇となって敗戦する。その責任を取り、勝者の会を辞退したようである。
2007年7月号の付録、第7巻 爆笑特別編では、肉まんの争いによって、不滅と勝負することになり、不滅の「打者のユニホームが消える魔球」によって、全裸になるギャグ場面がある。
選手名鑑では金髪で描かれている。血液型はAB型。星座は射手座。好きな科目、嫌いな科目は特にないが、成績はすべて全国トップ。好物も特になく、栄養バランスを考えて補給している。趣味も特になく、無駄な時間を使わないようにしている。よく見るテレビ番組は「サザエさん」。好きな言葉は「完全」。将来の夢は「内閣総理大臣」。
「ミラクルボール 2006完全（パーフェクト）選手名鑑」では、20位。
名前の元ネタは、読売ジャイアンツV9時代の正捕手で「V9の頭脳」の異名を取った森 祇晶。
平松 凶二（ひらまつ きょうじ）
2年生。勝者の会のサード。一人称は「オレ」。バンダナ、ピアスにざんばらな焦げ茶色の長髪といったワイルドな外見で近寄りがたい雰囲気だが、その反面、勝者の会を脱退することになっている飛鳥の最後の願いを聞き入れてもらおうと会長の静一に計らうという描写もある。非常に俊足で守備が上手。
血液型はA型、星座は乙女座。好きな科目は外国語で、8か国語を話せるが、作中に外国語を話すシーンはない。趣味は海外旅行。好物はカレーライス。よく見るテレビ番組は「カウントダウンTV」。好きな言葉は「I LOVE YOU」。将来の夢は「外交官」。
「ミラクルボール 2006完全（パーフェクト）選手名鑑」では、8位。
名前の元ネタは、「カミソリシュート」の異名を取る、高速かつ凄まじい切れ味を誇るシュートを武器に大洋ホエールズ(現 DeNAベイスターズ)で活躍した平松政次。
門田 大（かどた まさる）
2年生。勝者の会のキャッチャー。丸刈りで身長が一番高く、必勝と書かれた鉢巻をし、応援団の団長のような格好をしている。とても身軽で、バックネットをよじ登る。
血液型はO型。星座は双子座。好きな科目は国語、日本史。好物は寿司（特に海胆）。よく見るテレビ番組は「エンタの神様」。趣味は書道。好きな言葉は「和」。将来の夢は「大学教授」。
「ミラクルボール 2006完全（パーフェクト）選手名鑑」では、ランク外。　
名前の元ネタは通算本塁打数、通算打点数、ともにNPB歴代3位で「不惑の大砲」の異名を取った門田博光。
古葉 遊太（こば ゆうた）
1年生。勝者の会のショート。小柄で巨大な茶色い目が特徴。髪の色は群青。一人称は「ボク」。最初に稲尾栗男の腕の長さの違いに気づく。
血液型はB型。星座は山羊座。好きな科目は数学。好物はハンバーガー。よく見るテレビ番組は「IQサプリ」。趣味はコンピューターゲーム製作。将来の夢は「世界最大のコンピューターの会社を作る事」。
「ミラクルボール 2006完全（パーフェクト）選手名鑑」では、15位。
名前の元ネタは、広島東洋カープなどで活躍した古葉竹識。
城ノ内 麗（じょうのうち れい）
2年生。勝者の会のファースト。頭に黄色いサングラスをつけ、赤と白のマフラーをしてガムを噛んでいる。髪の色は青で、へたのような「アホ毛」がついたおかっぱ頭。中性的な顔立ちや名前とは似合わず、言葉は荒々しく、一人称も「オレ」。
血液型はB型。星座は水瓶座。全科目が好き（特に美術）。遠足が嫌い。おしゃれが趣味。シュークリームとガムが好物。よく見るテレビ番組は「マシューズベストヒットTV」。好きな言葉は「ビューティフル」。将来の夢は「現代アートの画家」。
「ミラクルボール 2006完全（パーフェクト）選手名鑑」では、ランク外。
名前の元ネタは、読売ジャイアンツなどで活躍した城之内邦雄と思われる。
亀山 満（かめやま みつる）
3年生。B組のキャプテンで1番バッター。ポジションはレフト。黒髪で、目がきらきらしている。3年B組戦では全ての打席をわざと三振する。一人称は「ボク」。
血液型はAB型。星座は牡牛座。好きな科目は国語と歴史で、嫌いな科目は体育（表向きで実はスポーツ万能）。好物は寿司のあぶりトロ。趣味は演劇鑑賞。よく見るテレビは「恋愛ドラマ」、「マジック番組」。好きな言葉は「ヒーロー」。将来の夢は「世界的な俳優になって、アメリカのアカデミー賞を取る事」。
「ミラクルボール 2006完全（パーフェクト）選手名鑑」では、18位。
名前の元ネタは、阪神タイガースで活躍した亀山努と思われる。
福本 左京（ふくもと さきょう）
2年生。右京の双子の弟。右京と同じく小柄で河童のような口元だが、目付きや髪は異なって綺麗な感じである。一人称は「ボク」。
才能を見込まれて勝者の会にスカウトされ、新エースとなった。ナックルボーラーである。第36話では、飛鳥にビンタをされる。
右京とは正反対の優等生で、右京を見下しているが、短気で逆上すると冷静な判断ができなくなる点は右京と同じである。
双子の兄である右京と同じく、血液型はB型、星座は山羊座、好物はエビフライ。好きな科目は数学と社会で、嫌いな科目は美術と音楽。よく見るテレビは「行列のできる法律相談所」。趣味はTVゲーム（シミュレーション）。将来の夢は「有名な弁護士」。
駒田 大五郎（こまだ だいごろう）
2年生。ライト。四角い眼鏡をかけ、たらこ唇で、帽子から毛を生やしている。背が低く肥満体だが運動神経は抜群。球次郎の作った「キャッチャーリードマル秘メモ」を拾い、飛鳥に渡す。
血液型はO型。蠍座。好きな科目は社会（政治経済）で、嫌いな科目は音楽（流行りの曲が分からないため）。好物はカツ丼、豚カツ。よく見るテレビ番組は「カンブリア宮殿」、「オジサンズ11」。趣味は株取引で、パソコンで練習中。好きな言葉は「GDP（国内総生産）」。将来の夢は「政治家（財務大臣）」。
名前の元ネタは、読売ジャイアンツや横浜ベイスターズ(現 DeNAベイスターズ)で活躍し「満塁男」の異名を取った駒田徳広。
水野 瞬（みずの しゅん）
1年生。レフト。クールであまり目立たないが、実力はある。白くて長い髪に、きらきらした鋭い目をもつ。
血液型はA型。星座は乙女座。好きな科目は国語（古典、特に源氏物語が好き）で、嫌いな科目は理科（昆虫、動物が苦手なため）。好物はサプリメント。よく見るテレビ番組は「おネエ★MANS」、「爆笑！レッドカーペット」。趣味はブランド物を買うこと。好きな言葉は「ファッショナブル」。将来の夢は「スーパーモデルになってパリコレに出る事」。
名前の元ネタは、読売ジャイアンツで活躍した水野雄仁と思われる。

### 旭国中学校
デービス・翔（デービス しょう）
2年生。アメリカ人の大柄な父親・リチャードと、日本人の優しい母親・明子のあいだに生まれた。長い金髪の美男子で、前髪は真ん中だけ顎まで長く、鼻が隠れるように垂らしている。その顔立ちゆえに、ひろみ・栄子・美依に気に入られる。一人称は「ボク」、「オレ」。
日本を見下しながら、アメリカらしい実力を持ち、その素早く球を投げるように、球次郎・忍・不滅を負傷させる。
翔が幼いころ、父のリチャードはアメリカで野球で大活躍していたが、年を取って使い物にならなくなって日本に来た。リチャードは妻の明子が死亡していることを、翔にはずっと明かしていなかった。そのため、明子は日本で長い旅に出ていると、隠していた。明子は翔とリチャードを捨てて日本へ逃げたと勘違いする。そのために翔は日本が嫌いになった。
地区大会で武蔵丸第三中との第二試合を見に来て、翔が日本を見下している姿を見て、リチャードに胸ぐらを捕まれながら叱られ、明子は翔が3才の時に病死したことを告げる。その事実を聞き入れてショックを受け、みずから壁に右手で拳をぶつけて怪我をする。そして明子が用意した野球部ボール型のロケットを渡される。それにより、日本を見下すことはなくなり、穏やかになる。だが、右手を負傷したため、武蔵丸第三中には敗北する。
血液型はAB型。星座は獅子座。好きな科目は英語で、嫌いな科目は日本史（日本に興味がないため）。好物はホットドッグ。よく見るテレビ番組は「メジャーリーグ中継」。趣味は犬の散歩で、スマイルと言う愛犬を飼っている。好きな言葉は「アメリカンドリーム」。将来の夢は「メジャーリーガー」。
佐藤 新一（さとう しんいち）
3年生。旭国中野球部のキャプテン。地味だが人一倍仲間思いで、チームをまとめている。髪はスポーツ刈り。一人称は「ボク」。
血液型はA型。星座は乙女座。好きな科目は国語で、嫌いな科目は美術と音楽。好物は秋刀魚の塩焼き。よく見るテレビ番組は「連続テレビ小説」。趣味は将棋と囲碁。好きな言葉は「一日一善」。将来の夢は「暖かい家庭を作ること」。

### 武蔵丸第一中学校
本作では最後の敵となる、不滅が本当に転校するつもりだった学校。田淵や川上によるとかなりの強豪校だという。
尾崎 永遠（おざき とわ）
武蔵丸第一中学校の4番で投手。1年生。一人称は「ボク」。紫色のリーゼントが目立つ。体が小さい1年生だが、全国制覇もしている2、3年生を差し置いてレギュラーとなった。かなりの実力をもち、石の詰まったランドセルを背負ったまま不滅の渾身のストレートをホームランにし、飛んできたファウルボールを瞬時に投手に打ち返す。
血液型はA型。星座は乙女座。好きな科目は体育（特に球技が得意）。好き嫌いが多いため、給食が嫌い。好物はノンカロリーのコーラ。趣味はプロ野球生観戦で、年間100試合以上見ている。好きな言葉は「トップ」。将来の夢は「メジャーリーガー」。
名前の元ネタは、東映フライヤーズ(現 北海道日本ハムファイターズ)で活躍し、「怪童」の異名を取った尾崎行雄と思われる。
落合 乱（おちあい らん）
1年生。特別入団テストに参加する少年。美形で、白く短い髪をもつ。クールでほとんど表情を見せず、他人を信じようとはしない。第23話では、球次郎の眼鏡を踏み壊す。一人称は「オレ」、小学5年生のときは一度だけ「オレ」でその後は「ボク」。
乱が小学5年生のとき、ソフトボール選手だった母親の美佐子とよくキャッチボールをして楽しんでいた。乱はスポーツ店で高価なグローブ「少年用高級グローブ 東京エレファンツ 松木モデル ￥32000」を欲しがっていたため、それを買えるように重労働をしていた美佐子は心臓病で倒れ、最低でも5000万円はかかるとなったため、やけになってグローブに八つ当たりするも、メッセージを読んで聞き直り、金儲けの手段と言い張る。しかし最終テストでは梅坂選手に敗北し、それからやっと野球の楽しさを取り戻す。それからは表情が豊かになる。
第31話では、プロ入団テストで勝ち抜いた不滅が乱のかばんにひそかに入れた5000万円で、美佐子は心臓病の手術を受け、順調に回復する。地区大会で武蔵丸三中と朝潮中の試合で、猛が体調不調になったみさきの様子を見に行くために休んだときには、お面姿の塁に成り済まして救助する場面もある。
常人離れした感覚、技術、運動神経を有しており、第23話では1次テストで的を見ずにボールを当てる。第24話の2次テストでは壁をつたって反対側に渡りボールを取る。第27話では3次テストで球次郎を破って合格。第50話では金本を踏み台にして高くジャンプして不滅のホームランボールを捕り、武蔵丸第一中の勝利に貢献する。左投左打。番号は15番。ポジションはセンター。
血液型はA型。星座は射手座。好きな科目は体育と社会で、嫌いな科目は数学。好物は美佐子が働いていた店の、しょうが焼き定食。よく見るテレビ番組は「国内旅番組」。趣味はランニングで、1日10回以上走っている。嫌いな言葉は「仲間」。将来の夢は「美佐子の病気を治す事」。
「ミラクルボール 2006完全（パーフェクト）選手名鑑」では、5位。
名前の元ネタは、ロッテオリオンズ(現 千葉ロッテマリーンズ)や中日ドラゴンズなどで活躍し、NPB史上唯一の3度の三冠王を達成し、NPB史上最高の右打者の1人とされる落合博満。
八重樫（やえがし）
一中のキャプテン。ポジションは捕手。
名前の元ネタは、ヤクルトスワローズ(現 東京ヤクルトスワローズ)で活躍した八重樫幸雄と思われる。
金本（かねもと）
ポジションはレフト。落合は金本を踏み台にして、不滅のホームランボールを捕る。番号は7番。　
名前の元ネタは、広島東洋カープや阪神タイガースで活躍し、1999年から2010年にかけて達成した1492連続試合フルイニング出場と13686連続イニング出場の世界記録と1002打席連続無併殺打は日本記録を持ち、「アニキ」「鉄人」の異名を取った金本知憲と思われる。

### 入団テスト参加者
中畑 佐助（なかはた さすけ）
高見山中学校1年生。関西弁で話す強気で明るい少年。一人称は「ワイ」。福耳で、左側の額に傷痕がある。破れている状態の布で仕上がった服を着ているため、身なりがみすぼらしく見える。
自称「日本一の野球人」で、野球に対して相当の自信を持つ。志願者のなかでプロに行けるのはほんの一握りと言い、自分はプロに行けると豪語する。特別入団テストに参加。3番。
第26話では、ひろみの可愛さに締まりのない姿を見せる場面がある。権藤株造の姿をした梅坂選手の速球を目の当たりにして勝ち目はないと判断し、逃亡を計画する。
地区大会には出場するものの、第二試合で武蔵丸一中に敗れる。
血液型はB型。星座は蟹座。好きな科目は数の勘定で、嫌いな科目は音楽（リズム感がないため）。好物は、たこ焼やお好み焼きなどの大阪物のみ。よく見るテレビ番組は「探偵ナイトスクープ」。趣味は漫画集めで、特に野球ものが好き。好きな言葉は「日本一!!」。将来の夢は「プロ野球引退後にテレビタレントになる事」。
「ミラクルボール 2006完全(パーフェクト)選手名鑑」では、7位。
鈴木（すずき）
仮面をつけた少年。正体は塁で、野球チーム「ゼブラスターズ」が危険なテストをするという情報をつかみ、様子を見に来ていた。13番。
山倉（やまくら）
おかっぱ頭とサングラスが特徴。投手側で佐藤（ひろみ）の相手となるが、破られる。5番。
長谷川（はせがわ）
剣士のような外見をしている。3次テストの投手側で数少ない勝ち残りの参加者。小学校が同じだった乱の事情を知っている。6番。
佐藤（さとう）
帽子で顔を隠しているが、正体はひろみ。自分が女子のためテストを受けられないと考え、「佐藤」という名前で参加していた。右京からの電話で、それを目撃した乱に帽子を取られ、正体が露見する。その後、女性がプロ野球選手になったら話題集めになると考えた、権藤株造の姿をした梅坂選手により参加が認められる。打者側で3次テスト突破第一号となる。9番。

### プロ野球選手
松木（まつき）
プロ野球チーム「東京エレファンツ」に所属する野球選手。第1話で、球次郎にサインボールを与える。
ハチロー
エレファンツに在籍するスター選手。第18話で隼人の回想場面に登場。
沢村 隼人（さわむら はやと）
飛鳥の父親でエレファンツの選手。同僚の松木やハチローのような一流選手ではないため、努力を積み重ねている。チームプレイが得意で、どこでも守れる。
第18話の回想場面では小学5年生の時、隼人自身が努力しても結果を出せないことで、飛鳥がいじめられていた。そんな隼人のようになりたくないため、人知れず努力を重ねて生まれつきの「完全な天才」と呼ばれるようになったことを知っていた。第20・21話では飛鳥を慰め、一時的に穏やかな顔つきにさせる。第34話からはまた、少しプライドが高くなる。第43話では、隼人は描かれていないが、飛鳥からふたたび大切に思われている場面がある。
一人称は「わたし」。緑色の髪で、口元と顎に髭を少しだけ生やしている。
2006年10月号300P～301P･12月号 314P～315P「ミラクルボール 2006完全（パーフェクト）選手名鑑」では、19位。
梅坂 大輔（うめざか だいすけ）
23歳。プロ野球チーム「東京ゼブラスターズ」のエース。「ビッグベースボール野球アイス!!」で当たりを出し、特別入団テストに合格したという。
緑色の目に、橙色の髪をもち、爽やかそうな雰囲気を漂わせている。一人称は「わたし」。実は権藤株造の正体で、ここ数年低迷しているチームのためにプロ入団テストを開催する。最終テストでは連三郎から「ど真中のストレート」のみで投げるハンデをつけられる。自分もここまで勝ち残った2人を見て「ホームランを打たれたらチームを出て行く」という条件で勝負する。結局不滅に負けたものの、不滅のおかげで新入団選手としてチームに迎え入れられる。
血液型はAB型。星座は天秤座。好きな科目は体育（運動会も）で、嫌いな科目は数学と自習。好物はステーキや焼肉で、プロはスタミナが必要なためと意識している。よく見るテレビ番組は「メジャーリーグ中継」、「ネプリーグ」。趣味はジーンズ集め。好きな言葉は「直球勝負!!」。将来の夢は「ゼブラスターズを日本一にする事」。
権藤 株造（ごんどう かぶぞう）
東京ゼブラスターズの全権を握る、シマウマ製菓社員。名前のとおり金儲け主義で、プロ野球行きの素質を見抜く冷酷な男。入団テストの主催者。
太い枠の眼鏡に、くっきりと七三分けをした髪型のため、外見は普通の企業人であるが驚異の能力をもち、プロ野球選手並みの速球を投げる。正体は梅坂大輔。
権藤としてのプロフィールは31才。血液型はAB型。星座は天秤座。好きな科目は企業会計と国際経営。文化祭と修学旅行が嫌い。好物は三星レストランのフランス料理。よく見るテレビ番組は「ニュース&マーケットイレブン」。趣味はジャズ音楽鑑賞。好きな言葉は「利益」。将来の夢は「財務大臣」。
名前の元ネタは、中日ドラゴンズで活躍した権藤博。

### その他
山本 浩子（やまもと ひろこ）
63歳。山本ストアーで働いていて、いつも不滅が大好物の肉まんを作っている。
血液型はB型。星座は水瓶座。好きな有名人は高橋英樹とパク・ヨンハ。猫が好きで、ミケ助という猫を飼っている。江戸っ子で、寿司や蕎麦が好物。よく見るテレビは「渡る世間は鬼ばかり」、「クイズ!ヘキサゴンII」。趣味はカラオケで、「人生いろいろ」を歌うのが得意。やっぱり女は愛であるということで、好きな言葉は「愛」。将来の夢は「韓流スターに会いに、韓国に行く事」。
神様
天界に住む神。容姿は小柄な老人。一人称は「ワシ」。茂雄とは将棋で仲良くなった友達。将棋で一手待つ代わりに、不滅に一日一球だけ不滅ボールが投げられるようにする。不滅が試合中に寝て不滅ボールを１日に2球投げるという裏技を使って不滅が死亡し、天国に行ったときに、不滅と野球勝負をしてわざと負け、不滅を下界に返し、さらに裏技を使えるようにする。

## 単行本
1. 2005年4月26日発売 ISBN 4091433219
2. 2005年8月26日発売 ISBN 4091433227
3. 2005年12月24日発売 ISBN 4091400493
4. 2006年4月27日発売 ISBN 4091401309
5. 2006年9月28日発売 ISBN 4091402305
6. 2007年1月26日発売 ISBN 9784091402776
7. 2007年7月27日発売 ISBN 9784091403483
8. 2007年10月26日発売 ISBN 9784091403483
9. 2008年2月28日発売 ISBN 9784091404558
10. 2008年7月28日発売 ISBN 9784091406576
11. 2008年10月28日発売 ISBN 9784091407085
12. 2009年3月27日発売 ISBN 9784091407870